# Kremsmünster
Kremsmünster – gmina targowa w Austrii, w kraju związkowym Górna Austria, w powiecie Kirchdorf an der Krems. Liczy 6455 mieszkańców.
W mieście rozwinął się przemysł szklarski oraz tworzyw sztucznych.